# Kutrovice
Kutrovice (Duits: Kutrowitz) is een Tsjechische gemeente in de regio Midden-Bohemen en maakt deel uit van het district Kladno. Het dorp ligt op 6 km afstand van Slaný.
Kutrovice telt 102 inwoners (2023).

## Geografie
De Bakovskýbeek stroomt door het dorp.

## Geschiedenis
De eerste schriftelĳke vermelding van het dorp dateert van 1366.
Sinds 1960 is Kutrovice een zelfstandige gemeente binnen het Kladnodistrict.

## Verkeer en vervoer

### Autowegen
Er leiden diverse regionale wegen leiden naar het dorp, waaronder weg I/7 van Praag naar Chomutov.

### Spoorlĳnen
Er is station in het dorp. Het dichtstbĳzĳnde station is Královice u Zlonic in Královice, op 3 km afstand. Dat station ligt aan spoorlijn 110 Kralupy nad Vltavou - Slaný - Louny.

### Buslĳnen
Er is één bushalte in het dorp die bediend wordt door de volgende buslĳnen:
| Lĳn | Route           | Vervoerder      |
| --- | --------------- | --------------- |
| 389 | Louny - Nádraží | ČSAD Česká Lípa |
| 588 | Milý - Slaný    | ČSAD Slaný      |

## Bezienswaardigheden
Kutrovice kent geen monumenten. Op het dorpsplein, aan de zuidkant van het dorp, staat een rechthoekige laatbarokke kapel uit het midden van de 19e eeuw. Naast de brandweerkazerne, eveneens aan de zuidkant, groeit een grote witte paardenkastanje die ook voorkomt in het gemeentewapen.

## Galerĳ

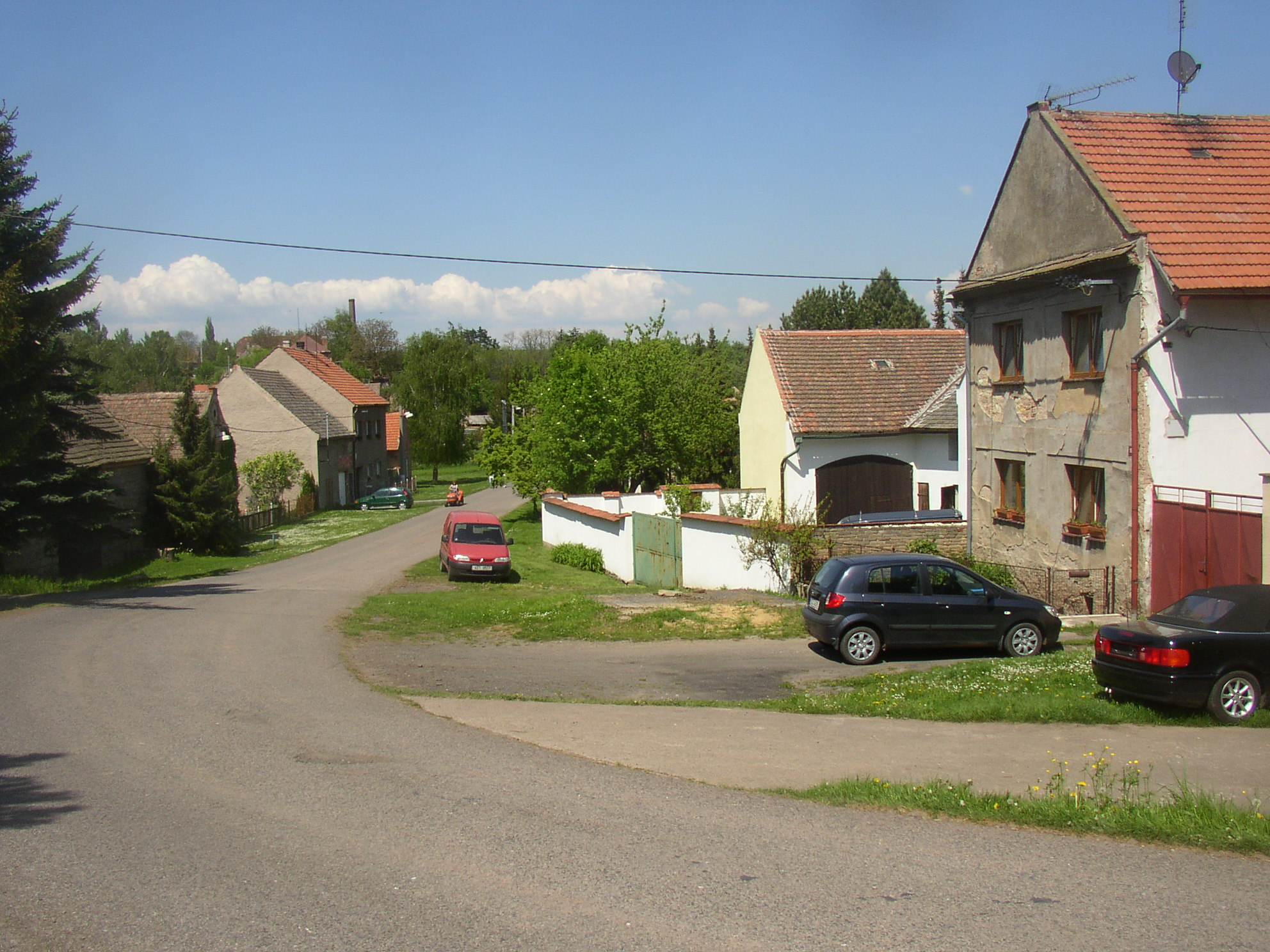
Hoofdweg door het dorp
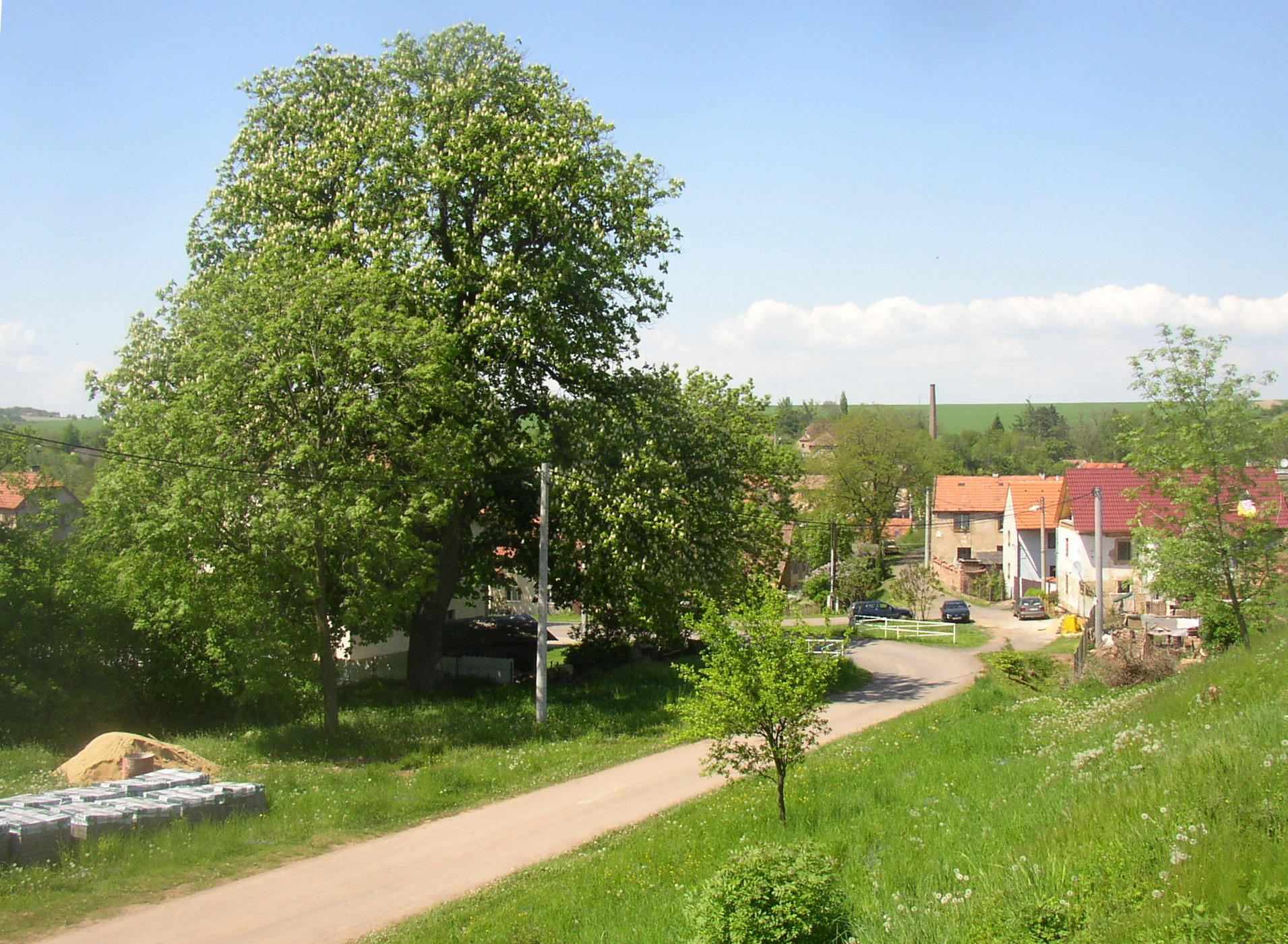
Witte paardenkastanje
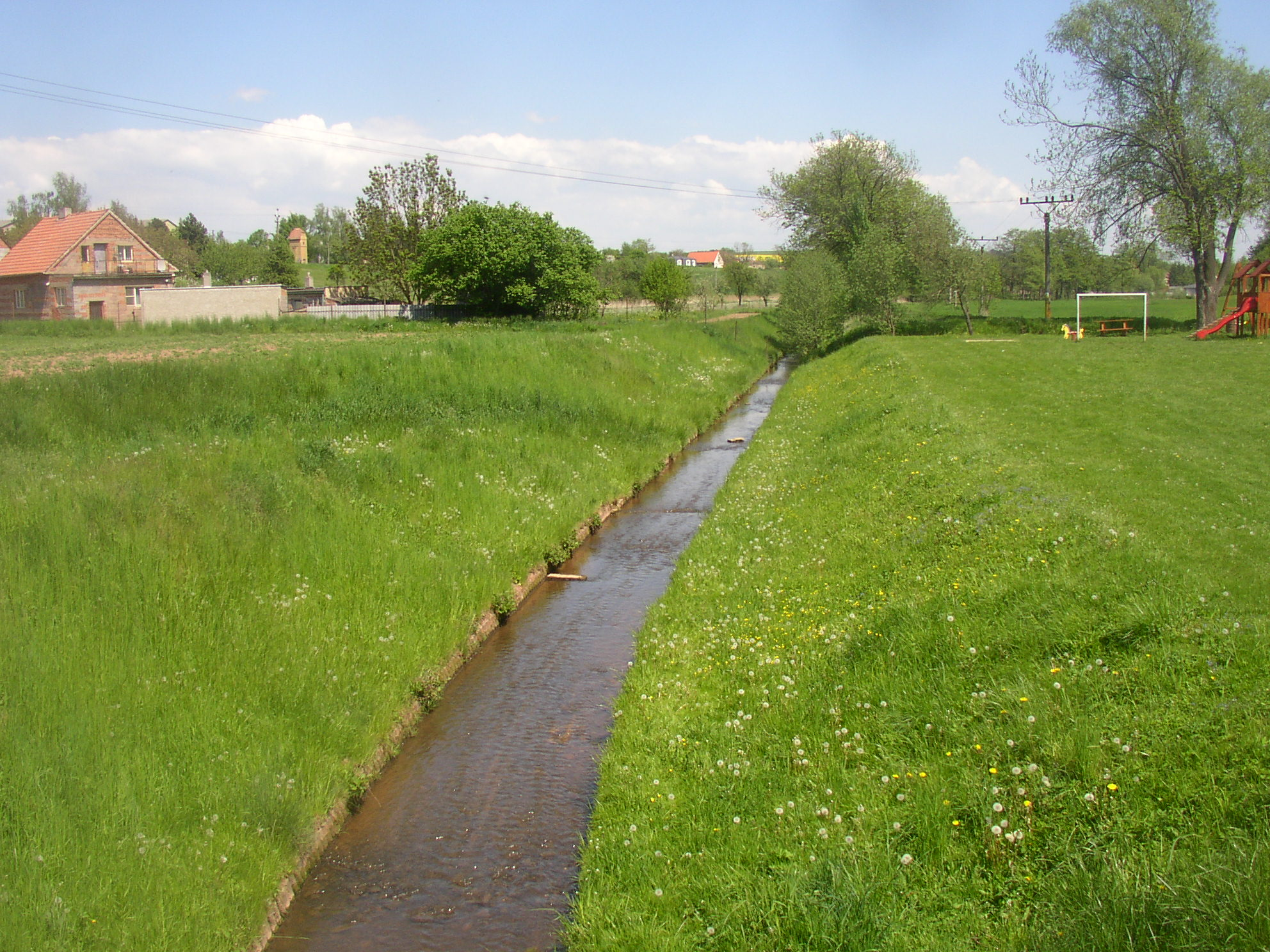
Bakovskýbeek door het dorp
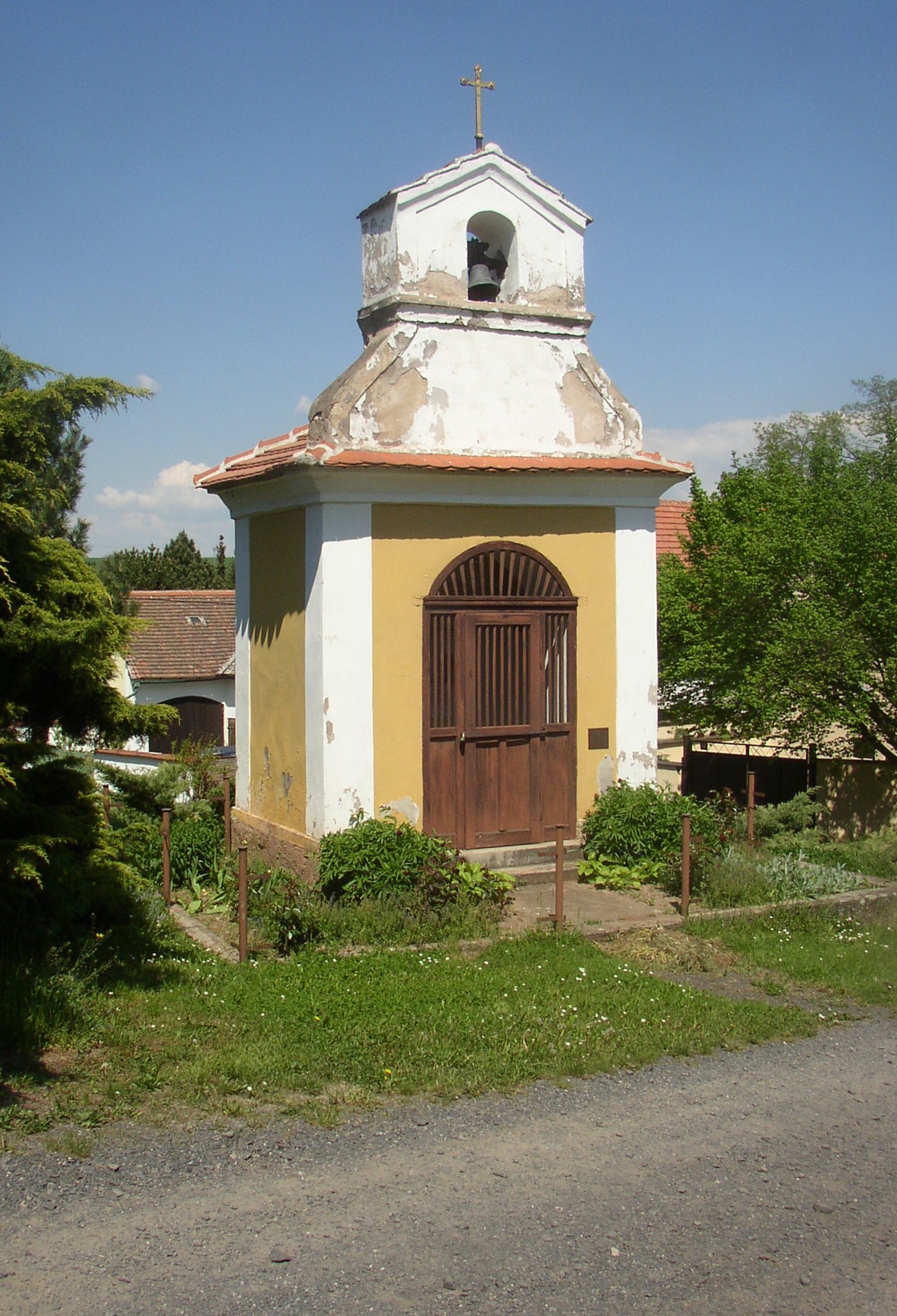
Dorpskapel